# Sledging Col
Sledging Col är ett bergspass i Antarktis. Det ligger i Västantarktis. Nya Zeeland gör anspråk på området. Sledging Col ligger 1 480 meter över havet.
Terrängen runt Sledging Col är varierad. Trakten är obefolkad. Det finns inga samhällen i närheten. 